# Огородничество

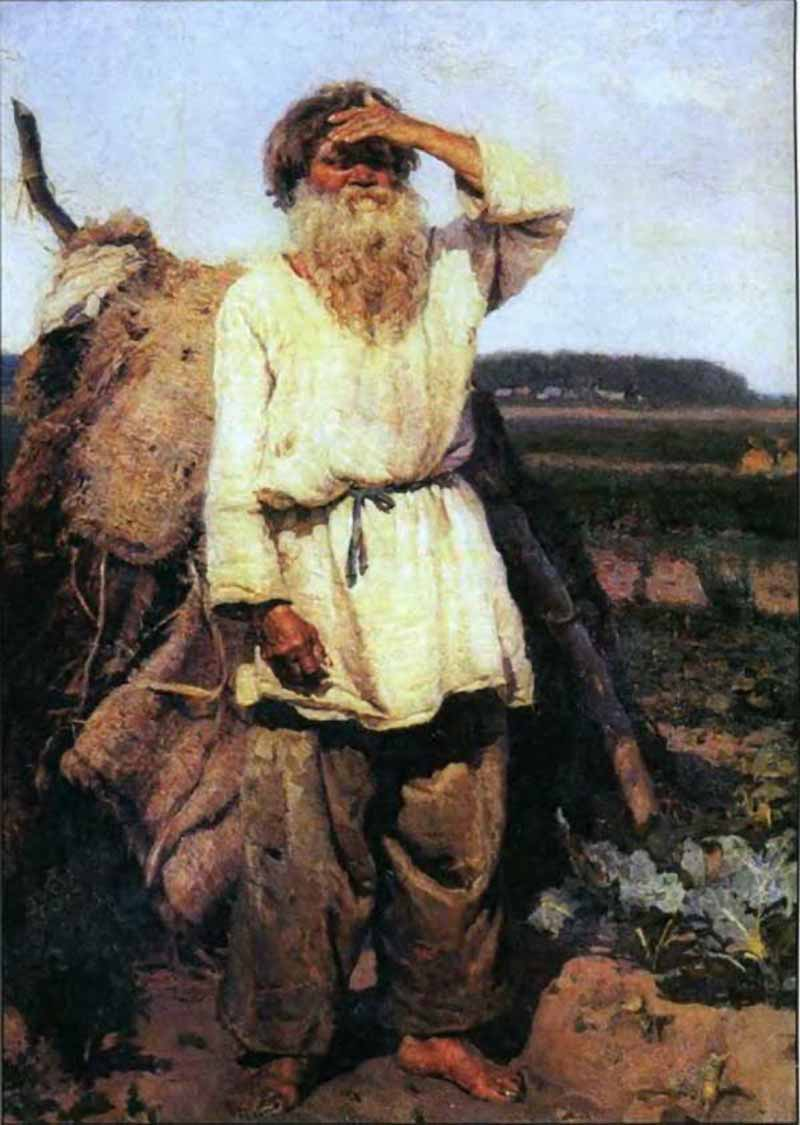
Старик-огородник
Художник В. Суриков (1882)

Огородничество — разновидность маломасштабного, не промышленного, растениеводства, состоящая в возделывании небольших участков земли, в ряде случаев огороженных и находящихся вблизи от жилья, имеющих различную геометрическую форму и уклон, и выращивании на них овощей, фруктов, ягод и других культурных растений. Также владельцы производят необходимый уход за участком для повышения и сохранения урожая (удобрение почвы, избавление от вредителей).
Участок возделываемой в огородничестве земли называется огородом, а участники его возделывания — огородниками.

## История
Первоначально овощи и фрукты собирали в дикой природе охотники-собиратели, затем в нескольких частях мира люди, не полагаясь на природу, сами начали выращивать овощные и прочие культуры, вероятно, в период от 10 тыс. до 7 тыс. лет до н. э., когда стало развиваться сельское хозяйство.
Традиционно полезные съедобные растения выращивали в почве небольшими рядами или блоками, в основном для собственного потребления, а избыток мог продаваться соседям или в близлежащих городах и поселениях, например на рынке.
По мере возделывания растительных культур возникла наука о растениях и способах их выращивания, направленная на то, чтобы получить большие и качественные урожаи, и при этом с высокой эффективностью приложения труда растениеводов. Эта наука развивалась не обособленно, но в связи с развитием и других наук, таких как земледелие, агрономия в рамках естествознания. Ведением сельского хозяйства интересовались древние мыслители, такие как политик и писатель Марк Порций Катон Старший, древнеримский исследователь
Луций Юний Модерат Колумелла, главный труд которого и посвящён сельскому хозяйству, разносторонний древний римский писатель Плиний Старший
и другие.
Огородничество — для внутренних нужд — развивалось в Боспорском государстве, Китае, Египте, Греции, Риме.
В V—VI вв. нашей эры огородничеством стало заниматься население, проживавшее тогда на территориях современной России; с принятием христианства огородное хозяйство стало совершенствоваться, сначала главным образом в монастырях, а затем уже и на приусадебных участках. В XV—XIX вв. средоточиями огородничества и овощеводства были земли вокруг Великого Новгорода, Ростова Великого, Москвы, Суздаля, Клина; центрами бахчеводства являлись Астрахань, Саратов, Камышин.
Огороды, в которых выращивались лекарственные растения, явились предшественниками ботанических садов. В Западной Европе лекарственные растения стали выращивать при монастырях, начиная с IV в. н. э. Затем аналогичные питомники возникли в середине XVI в. при университетах Германии и Италии; в России их роль выполняли аптекарские огороды, которые основал Пётр I в Москве в 1706 г., в Петербурге в 1714 г. и т. д.

## Форма деятельности
Занятие огородничеством может быть вспомогательным средством для собственного пропитания, или же любительским, а также являться основной сферой деятельности, приносящей доход. Так, например, в Петербурге XIX века земля отдавалась в наём профессиональным огородникам, в том числе и участки на маловостребованных кладбищах, свободные от захоронений.